# Mário Novais
Mário Novais (Lisboa,1899 — Lisboa,1967) foi um fotógrafo português.

## Biografia
Filho do retratista Júlio Novais (1867-1925), sobrinho de António Novais (1855-1940) e irmão de Horácio Novais (1910-1988), Mário Novais nasceu no seio de uma família de fotógrafos com atividade em Lisboa desde o último quartel do século XIX. Iniciou atividade profissional no início dos anos de 1920, como retratista, na Fotografia Vasquez. Participou no I Salão dos Independentes, 1930, e na 1ª Exposição Geral de Artes Plásticas, 1946.  Em 1933 montou o seu próprio estúdio (Estúdio Novaes), que permaneceria em atividade durante meio século.
Mário Novais ficou ligado à fotorreportagem, fotografia publicitária, comercial e industrial e, de modo particular, à fotografia de obras de arte e arquitetura. Trabalhou com diversos organismos do estado e instituições particulares, tendo sido responsável pela cobertura fotográfica de importantes manifestações culturais em Portugal e no estrangeiro, entre as quais a Exposição do Mundo Português, 1940. Participou na Exposição Internacional de Paris (1937), na Exposição Internacional de Nova Iorque (1939) e na Exposição de Arte Portuguesa (Londres, 1955). Colaborou em periódicos como a Ilustração Portuguesa, o Boletim dos Museus Nacionais de Arte Antiga   (1939-1943), o semanário Mundo Literário  (1946-1948), a revista Panorama, na Mocidade Portuguesa Feminina: boletim mensal (1939-1947) e ainda na revista Litoral  (1944-1945).
Em 1985 o seu espólio foi adquirido pela Fundação Calouste Gulbenkian e confiado ao seu Arquivo de Arte.

## Algumas obras

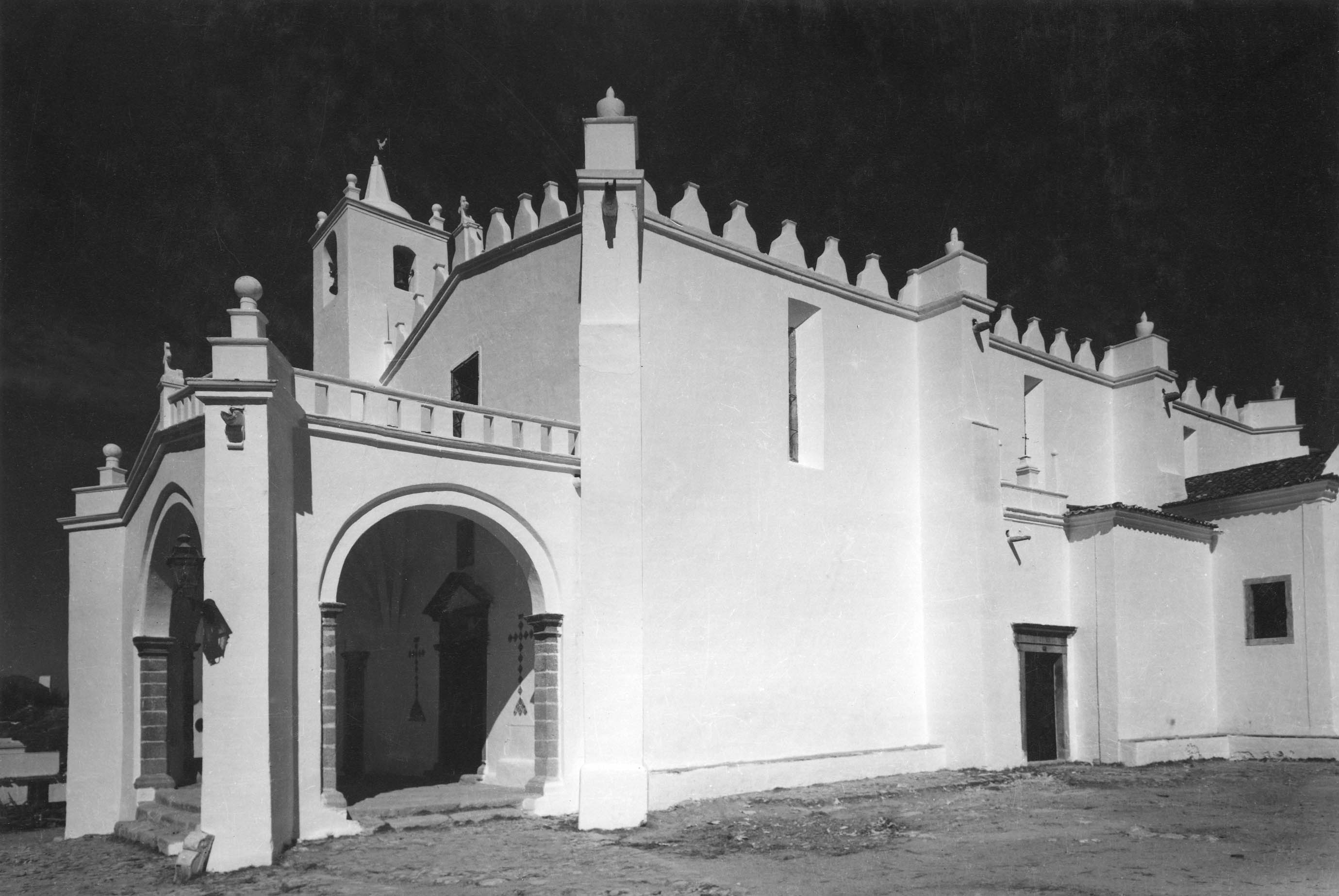
Igreja Matriz de Arraiolos
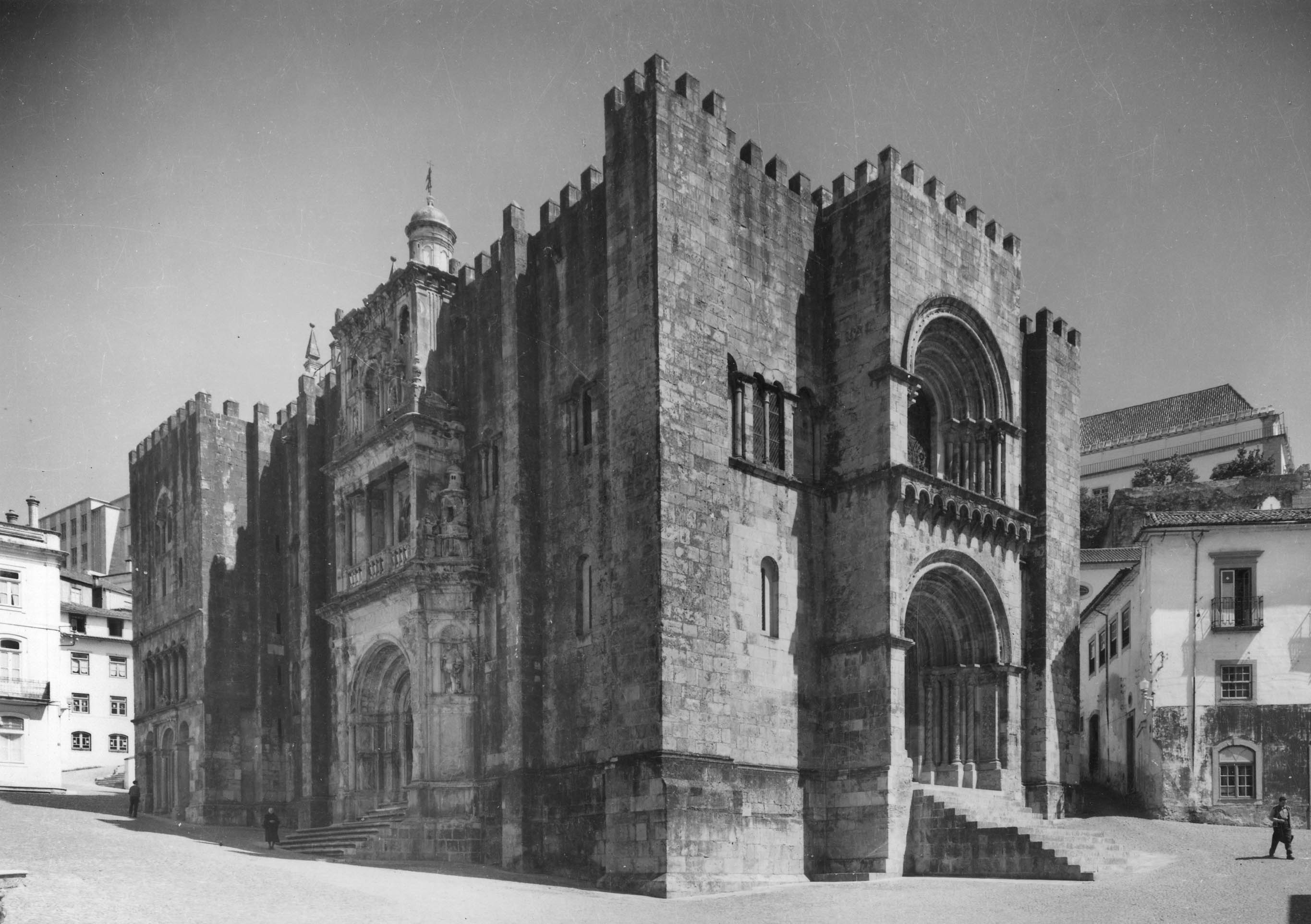
Sé Velha de Coimbra
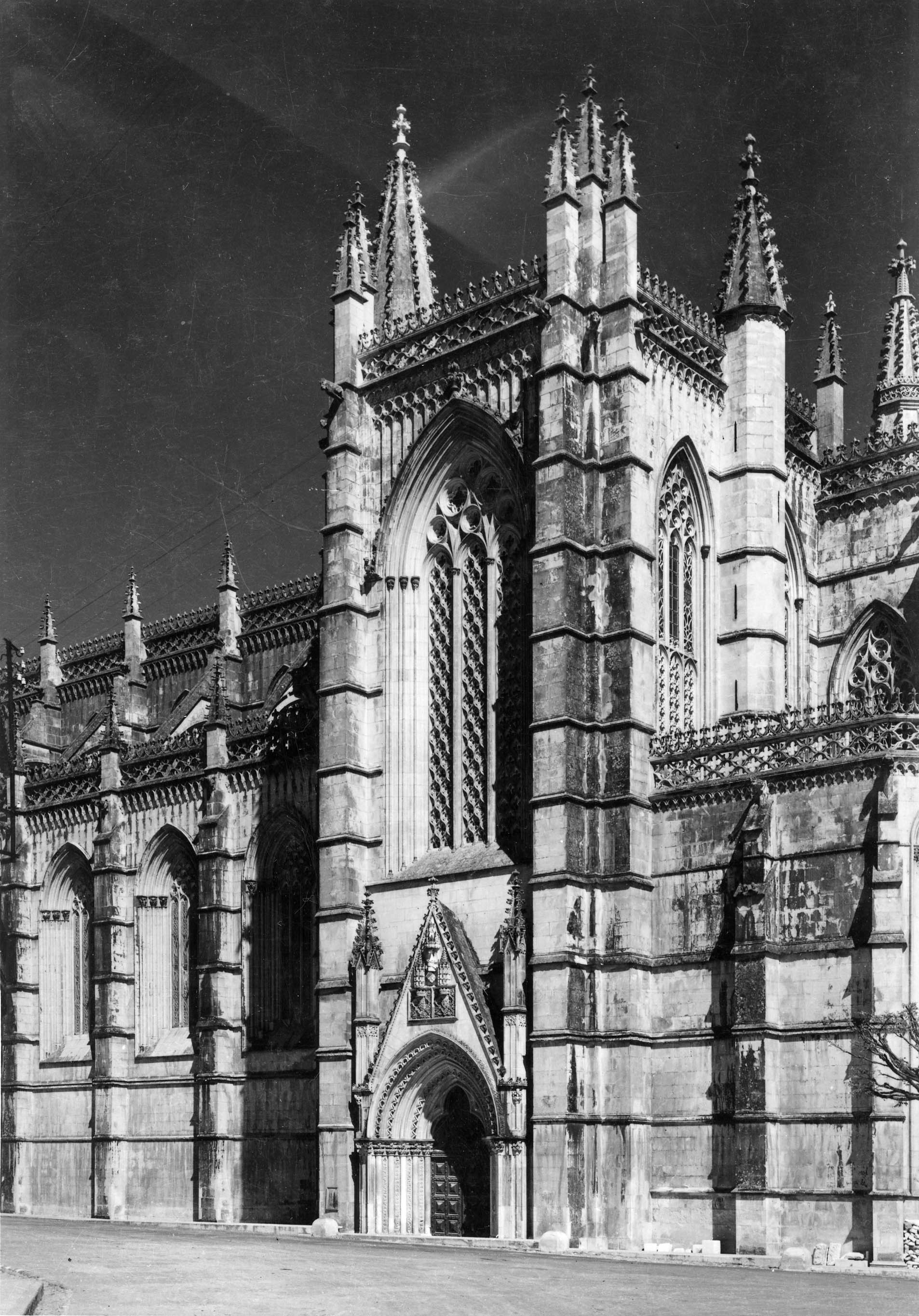
Mosteiro de Santa Maria da Vitória, Batalha
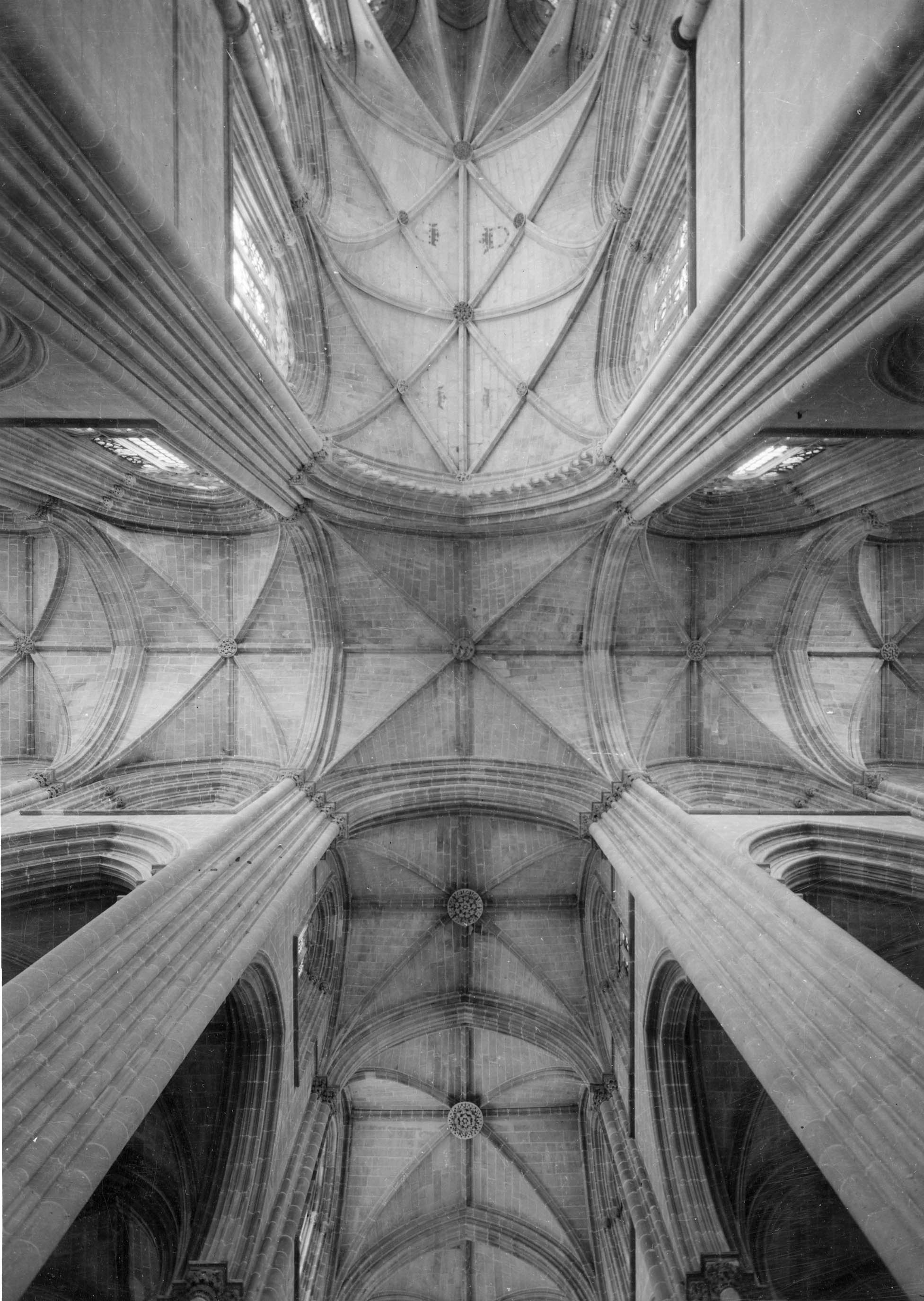
Mosteiro de Santa Maria da Vitória, Batalha
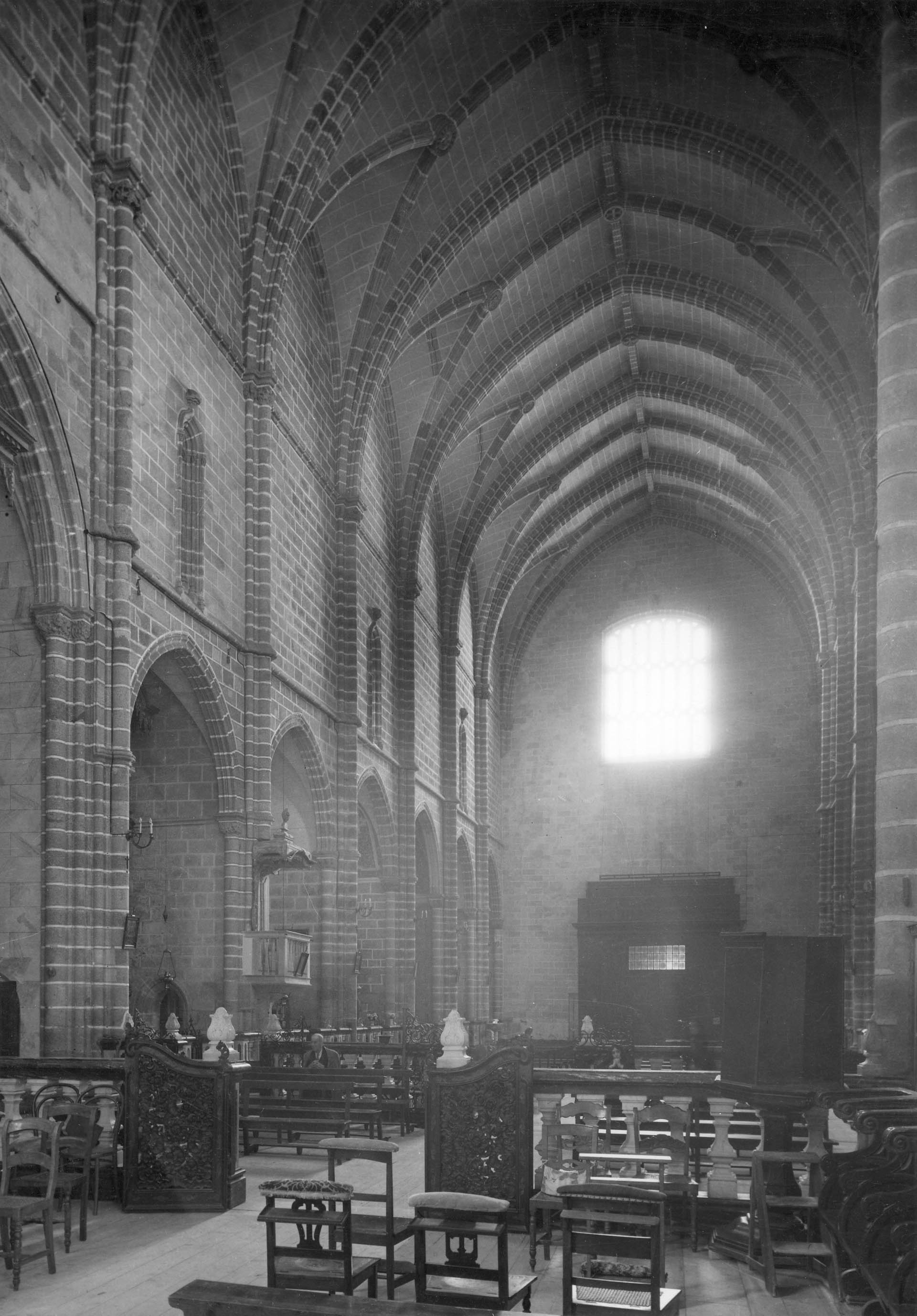
Convento de São Francisco, Évora
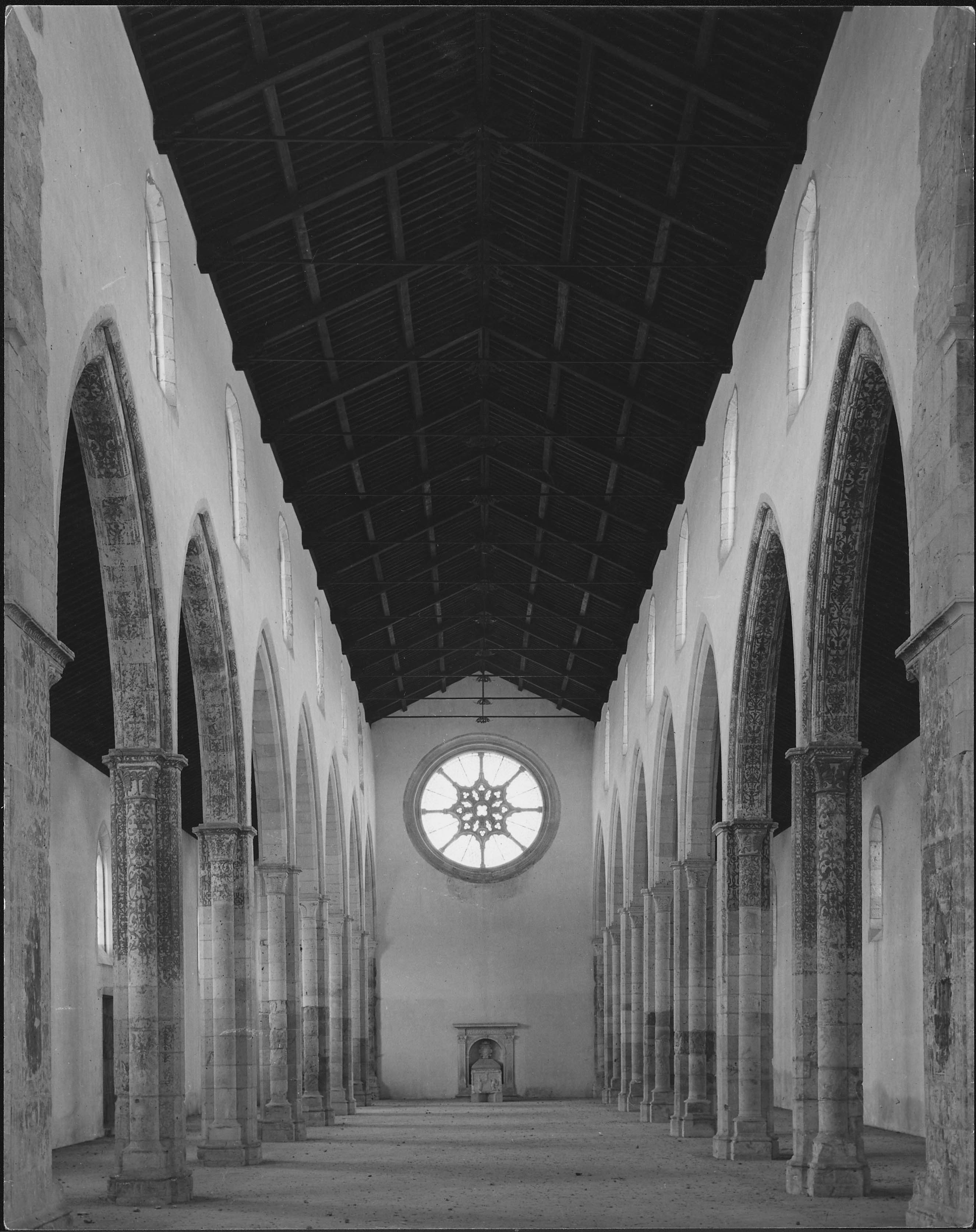
Igreja do Convento de Santa Clara, Santarém
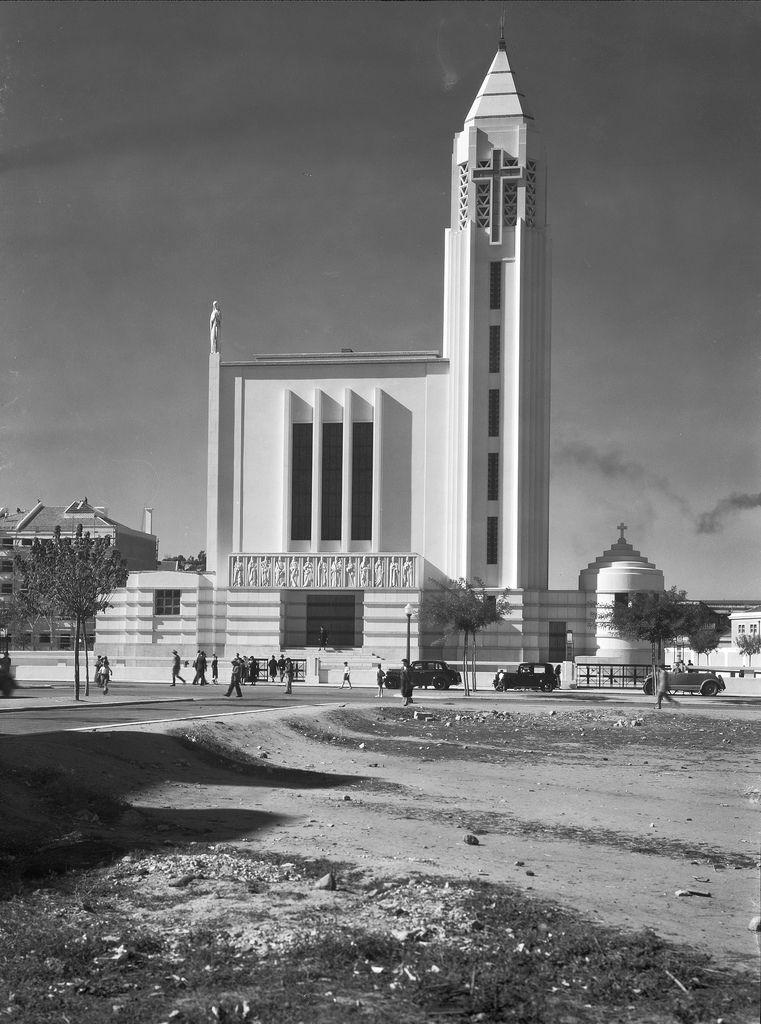
Igreja de Nossa Senhora de Fátima de Lisboa
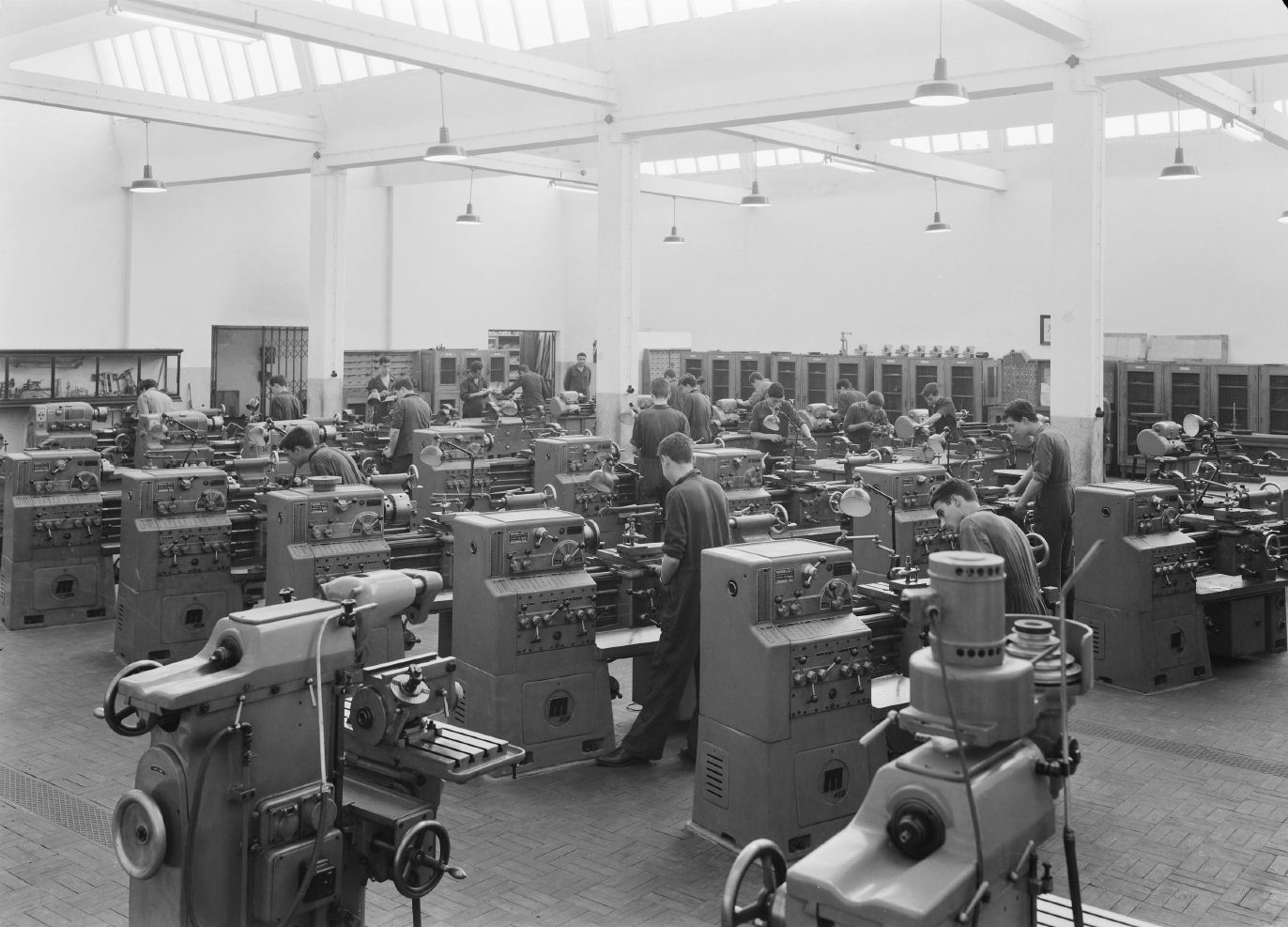
Escola Afonso Domingues

## Livros
- Paysages de Portugal de Carlos Queiroz, Secretariat National de l'Information (194?)